# Oriental (Arábia Saudita)
Oriental (em árabe: الشرقية‎; romaniz.: ash-Sharqiyyah) é uma região da Arábia Saudita, com capital em Damã. Possui 672 522 quilômetros quadrados e segundo censo de 2018, havia 5 028 753 habitantes. Está numa altitude de 209 metros.